# Urodziłem się aby grać
Urodziłem się aby grać – trzeci album studyjny Stachursky’ego, wydany 2 kwietnia 1997 roku nakładem wydawnictwa muzycznego Snake’s Music. Płyta zawiera 10 premierowych utworów wokalisty.
Album uzyskał status platynowej płyty.

## Lista utworów
Opracowano na podstawie materiału źródłowego.
1. „Urodziłem się aby grać” – 4:23
2. „Kowbojskie życie” – 5:11
3. „Dlaczego” – 4:00
4. „Tego właśnie chcesz” – 4:09
5. „To właśnie ja” – 4:30
6. „Nigdy kochanie” – 4:07
7. „Masz jeszcze czas” – 4:18
8. „Nikogo nie ma (pomiędzy nami)” – 3:20
9. „To był błąd” – 4:30
10. „Miłość jak ogień” – 6:10